# کیکاووس میرزا
کیکاووس میرزا شاهزاده قاجار و پسر سی و دوم فتحعلی‌شاه بود.
کیکاووس میرزا در کودکی به آغابیگم آغا، ملکه فتحعلی‌شاه که صاحب فرزندی نبود و در قم زندگی می‌کرد، سپرده شد و آغابیگم از او مانند پسر خود نگهداری کرد و در تربیتش کوشید. کیکاووس میرزا پس از رسیدن به سن بلوغ از طرف آغابیگم نایب‌الحکومه قم شد و در آبادانی و گسترش آن شهر کوشش بسیار نمود. در سال ۱۲۵۳ قمری به سفر مکه رفت و در سال ۱۲۵۴ بازگشت و در تهران سکونت گزید.
ملک ایرج میرزا، پسر فتحعلی‌شاه، دربارهٔ کی‌کاووس میرزا می‌نویسد:
«شاهزاده مردی بود کدخدا در قم و به‌طور کدخدایی با مردم رفتار می‌کرد… خالصه را خود زراعت کرده جمع می‌نمود و جنس [=گندم] مردم را هم سر خرمن می‌خرید. با علاف و خباز و سایر اصناف قم شریک بود. حمام و خانات و دکاکین در قم ساخت… در مسائل دینیه خود بسیار مواظبت داشت. در تعزیه‌داری جناب سیدالشهداء علیه‌السلام، هرساله آماده بود. اولادش هیچ‌یک تحصیل کمالی نکردند، بجز هرزگی. خواستند شاهزاده هرچه دارد به آن‌ها بدهد، شراب بخورند و قمار کنند.»
کی‌کاووس میرزا در سال ۱۲۸۴ قمری در شمیران درگذشت.

## بازماندگان
از کی‌کاووس میرزا هفت پسر و چهار دختر باقی ماند. یکی از دخترانش به ازدواج میرزا حسین حسینی (متوفی ۱۳۱۷ قمری) متولی حرم معصومه درآمد. یکی از پسران کی‌کاووس میرزا، اسماعیل میرزا بود که در میانسالی مفقود شد و بعدها دخترش نزهت‌السلطنه به ازدواج مظفرالدین‌شاه درآمد و صاحب پسری شد به نام ملک منصور میرزا شعاع‌السلطنه.یکی از پسرانش هم با یکی از دختران ابراهیم خان قرابکلو از خوانین ساوه و اراک ازدواج کرد. برادر نزهت‌السلطنه محمدتقی میرزا نام داشت و در دستگاه مظفرالدین‌شاه کار می‌کرد و جد اعلای خانواده کی‌کاووسی است.

## عمارت کیکاووس میرزا
کیکاووس میرزا در زمان حکومت بر قم جنب حرم معصومه کاخی ساخت که به «خانه شاهی» شهرت داشت. ناصرالدین شاه که سال‌ها پس از فوت کیکاووس میرزا یک شب در این کاخ اقامت کرده‌است در سفرنامه خود می‌نویسد:
«مدتها بود این عمارت را ندیده بودم. همان‌طور که ذکر شد کیکاوس میرزا پسر فتحعلی شاه در ایام حکومت خود این را ساخته. در تالار بیرونی صورت فتحعلی شاه را با قریب صد و پنجاه نفر از اولاد او که در آن زمان حیات داشتند کشیده».
در سال ۱۳۳۸ خورشیدی این کاخ به جهت احداث مسجد اعظم قم تخریب شد؛ ولی پیش از تخریب نقاشی‌های تالار این عمارت که توسط محمدعلی نقاش‌باشی کشیده شده بود، توسط گروه «ایزمئو» ایتالیا با ایجاد یک بستر گچی در قالب ۵۵ قطعه از دیوار جدا شد و به مقبره شاه سلیمان صفوی در حرم انتقال یافت. در نهایت این نقاشی‌ها در کاخ گلستان انبار شدند و در اواخر دهه هشتاد خورشیدی مرمت آن آغاز شد و در سال ۱۳۹۴ پس از یازده سال نگهداری در کاخ گلستان به باغ نگارستان منتقل شد و به نمایش عمومی درآمد.